# Boris Herrmann (Journalist)
Boris Herrmann (* 1978 in Karlsruhe) ist ein deutscher Journalist.

## Werdegang
Nach dem Studium an der Universität der Künste Berlin und im spanischen Sevilla begann Herrmann seine journalistische Berufslaufbahn mit einem Volontariat bei der Berliner Zeitung. 2009 stieg er dort zum stellvertretenden Leiter der Sportredaktion auf. Ab Jahresende 2010 war er ebenfalls im Tätigkeitsfeld Sport Redakteur bei der Süddeutschen Zeitung. Beim vom Verband Deutscher Sportjournalisten vergebenen Großen VDS-Preis gewann Herrmann 2012, 2013 und 2016 jeweils den ersten Preis.
2015 wurde er Lateinamerika-Korrespondent der Süddeutschen Zeitung mit Dienstort im brasilianischen Rio de Janeiro. Im September 2019 wurde er nach Deutschland versetzt und gehörte fortan der in Berlin ansässigen Parlamentsredaktion der Süddeutschen Zeitung an. Die Reportage Die da – Wer den Bundestag und seine Abgeordneten kennen lernen will, sollte sich die Haushaltswoche ansehen, die Herrmann gemeinsam mit Nico Fried verfasste, wurde 2021 mit dem Medienpreis Parlament des Deutschen Bundestages ausgezeichnet.